# معاملة المثليين في بياوي
يتمتع الاشخاص المثليون والمثليات ومزدوجو التوجه الجنسي والمتحولون جنسياً (اختصاراً: مجتمع الميم) في الولاية البرازيلية بياوي بالحقوق القانونية ذاتها التي يتمتع بها غيرهم من المغايرين جنسيا.

## الاعتراف القانوني بالعلاقات المثلية
في 14 كانون الأول/ديسمبر 2012، بدأت محكمة بياوي في منح تراخيص زواج الأزواج المثليين من خلال جميع كتاب العدل في جميع أنحاء الولاية، وبالتالي إنهاء صراع طويل من أجل المساواة في الزواج في الولاية. الآن، لا يحتاج الأزواج إلى الحصول على موافقة القاضي للزواج. تم نشر هذا التغيير رسميًا في الجريدة القضائية للولاية (بالبرتغالية: "Diário do Justiça"‏) في 17 ديسمبر 2012.